# Французский поцелуй (фильм)
«Французский поцелуй» (англ. French Kiss) — американо-французский кинофильм 1995 года.

## Сюжет
Кейт — учительница истории из США, проживающая в Канаде и мечтающая получить канадское гражданство. Её жених Чарли улетает в командировку в Париж, а Кейт остается дома, так как ей нельзя покидать страну перед собеседованием. На самом деле причина в том, что Кейт панически боится летать на самолётах. Во время очередного звонка Чарли признается, что встретил другую женщину, и Кейт летит во Францию в надежде вернуть возлюбленного.
В самолёте соседом Кейт оказывается француз по имени Люк, мелкий вор и аферист. Он везет из Америки виноградный саженец и краденое бриллиантовое колье, продав которое он надеется выкупить землю для виноградника. Понимая, что Кейт не вызовет подозрений на таможне, Люк подсовывает виноград к ней в сумку, предварительно напоив её краденым тут же спиртным. Кейт проходит досмотр без проблем, тогда как Люка задерживают. Тут его замечает полицейский и старый приятель Люка Жан Поль, и Люк теряет Кейт из виду.
Кейт тем временем приезжает в отель Георг V, в котором остановился Чарли. Не добившись от консьержа информации, она садится ждать Чарли в фойе. В отель заходит вор-карманник Боб. Он замечает Кейт и подсаживается к ней. Кейт пытается отвязаться от него, но тут в лифте появляются Чарли с его новой подругой Жульет и Кейт при виде их падает в обморок. Боб подбирает её сумку и смывается.
В это время в гостиницу прибегает Люк. Он застает Кейт на полу без чувств. Очнувшись, она обнаруживает пропажу сумки. Из её слов Люк понимает, что сумку украл Боб, и везет Кейт к нему, украв чужую машину. По пути он просит Кейт рассказать о Чарли. Кейт не сомневается, что Чарли вернется к ней, как только увидит её. Люк выражает сомнение, а Кейт в свою очередь интересуется его личной жизнью. У Люка тоже непростые времена: он страдает импотенцией.
Они приезжают к Бобу. Он уже продал и раздал все, что было в рюкзаке, кроме виноградного саженца. Кейт расстроена и обижена, что Люк её использовал. Они ругаются и расходятся. Кейт бродит одна по Парижу без денег и документов, проведя ночь под зданием посольства США. Наутро ей отказываются выдать новый паспорт, ведь она подавала документы на канадское гражданство. Кейт идет в посольство Канады, в надежде оформить визу. Однако в её деле обнаруживается свидетельство о привлечении к уголовной ответственности за хранение наркотиков (в колледже Кейт пробовала марихуану), и в визе ей тоже отказывают. Кейт снова бродит по улицам. В одном из ресторанов она замечает Чарли и Жульет, при этом у Жульет на пальце помолвочное кольцо. Она звонит родственникам Чарли. Те рассказывают ей, что влюбленные собираются ехать в Канны, чтобы познакомиться с её родителями. Кейт отправляется на вокзал.
Тем временем Люк, осматривая саженец, замечает, что колье пропало. Он снова едет к Бобу, и тот говорит, что колье все ещё в сумке у Кейт. Люк снова отправляется на поиски Кейт. Он спешит в отель, в котором его чуть не ловят полицейские во главе с Жан Полем по наводке Боба. Узнав, что Кейт поехала на вокзал, Люк отправляется туда же.
На вокзале Люк догоняет Кейт, но тут же замечает Жан Поля с сообщниками, которые устроили на него облаву. Начинается потасовка, в ходе которой Люк все же успевает вскочить на уходящий поезд. Кейт все ещё обижена на Люка, и тот, чтобы загладить вину, предлагает ей помощь в возвращении Чарли. Та нехотя соглашается. На полпути им приходится сойти с поезда, так как у Кейт, страдающей непереносимостью лактозы, начинается диарея. Они выходят на станции поблизости от родных мест Люка. В ожидании следующего поезда они отправляются на прогулку. Неожиданно на Люка нападает мужчина в смокинге, который оказывается родным братом Люка, Антуаном. Люк рассказывает Кейт свою историю. Всеми семейными виноградниками теперь владеет Антуан, так как свою долю Люк проиграл ему в покер. Люк собирается выкупить землю и посадить на ней виноград, скрестив американский саженец с местными растениями для получения нового сорта. Люк знакомит Кейт с остальными родственниками и показывает коробку с пряными травами, которую он собрал сам.
Во время посадки на следующий поезд Кейт показывает Люку колье, которое она уже надела на шею. Люк понимает, что все оборачивается сложнее, чем он планировал. Они прибывают в Канны. Люк дает Кейт всяческие советы по соблазнению Чарли. Пока Люк расплачивается на ресепшене ворованной кредиткой, Кейт замечает в столовой Чарли, Жульет и её родителей. Она подкрадывается поближе, чтобы послушать, но случайно натыкается на поднос с едой, который оставили официанты. Испачканная и униженная, Кейт пытается скрыться, в это время Чарли мельком её замечает, что приводит его в крайнее беспокойство. На следующий день Кейт застает их на пляже, садится с ними рядом и знакомит с Люком. Чарли видит, что Кейт изменилась, и она снова начинает ему нравиться. Вечером за ужином, пока Кейт обсуждает с ним детали развода, он приглашает её на танец. Кейт же вдруг понимает, что Чарли ей больше неинтересен.
Тем временем Люк подсаживается к Жульет, которая скучает в одиночестве. Она жалуется Люку на Чарли, после чего они уединяются в номере, но внезапно Люк понимает, что хочет Кейт. На следующий день Кейт и Люк идут в Картье, чтобы продать колье. Кейт предлагает сделать это в одиночку, а на самом деле встречается с Жан Полем, который не хочет арестовывать Люка и просит Кейт убедить его вернуть колье. Взамен Кейт просит Жан Поля перевести деньги со своего счета в Торонто, которые она откладывала с 21 года. Люк разочарован, так как рассчитывал на бо́льшую сумму, но все равно благодарит Кейт.
Кейт должна возвращаться в Канаду. Жан Поль советует Люку остановить её. Тот догоняет её, уже сидящую в самолёте, и они признаются друг другу в чувствах. Кейт остается во Франции, Люк выкупает землю и они вместе выращивают виноград.

## В ролях
- Мэг Райан — Кейт
- Кевин Клайн — Люк, вор, аферист
- Тимоти Хаттон — Чарли, возлюбленный Кейт
- Жан Рено — Жан-Поль, полицейский, друг Люка
- Лоран Шпелфогель — консьерж в отеле Генри Пятый
- Франсуа Клюзе — Боб
- Сьюзан Анбех — Джульетт

## Саундтрек
- «Vieni via con me» («чипс, чипс..») Паоло Конте